# 내수읍
내수읍(內秀邑)은 충청북도 청주시 청원구의 읍이다. 북일면이 2000년 1월 1일 내수읍으로 승격하였다.

## 연혁
- 1914년 4월 1일 청주군 북일면 (30법정리)

| 조선총독부령 제111호 | |
| 구 행정구역 | 신 행정구역 |
| 청주군 북강내일면 내수리/외수리, 신안리/수촌리 일부, 오동리/오남리/(북강외일하면)탑동 일부, 외남리/외상리 일부/외평리 일부/(북강외일하면)탑동 일부, 외평리 일부/외금리/외하리/수내리/외상리 일부/평리 일부/(북강외일하면)탑동 일부, 외하리/입상리 일부/(북강외일하면)탑동 일부, 원통리 일부/태산리/내금리/수내리/평촌리 일부, 입동리 일부/입양리/율동/내동, 입상리 일부/입북리/입동리 일부, 봉정리/정상리 일부/(북강내일면)정북리 일부, 정상리 일부/정북리 일부, 정하리/정상리 일부 | 북일면 내수리, 신안리, 오동리, 외남리, 외평리, 외하리, 원통리, 입동리, 입상리, 정상리, 정북리, 정하리                                         |
| 청주군 산외일면 양지리/주성동 일부/(북강내일면)평촌리 일부, 국동리/묵방리 일부, 덕암리 일부/용성리/묵방리 일부, 괴동/행원동/마산동 일부, 학평리/마산동 일부/(북강내일면)삼봉리 일부, 묵방리 일부/행정리/(북강내일면)원통리 일부, 비상리 일부/비중리 일부/저곡리 일부, 비중리 일부/비하리 일부/비상리 일부/저곡리 일부/관동리 일부, 관부리/관동리 일부/비하리 일부/형동리 일부/형서리 일부, 내대리/평산리/인본리/저곡리 일부/(산외이면)보두리 일부, 화중리/화장리/광암리/오리/군량동 일부, 저곡리 일부/매평리/비중리 일부, 주성동 일부/신기리/(북강내일면)장성리 일부, 주중리/주하리/(북강내일면)평촌리 일부, 초정리/교자리, 풍정리/덕암리 일부/(산외이면)석화리 일부, 형동리 일부/형서리 일부 | 북일면 구성리, 국동리, 덕암리, 도원리, 마산리, 묵방리, 비상리, 비중리, 세교리, 우산리, 은곡리, 저곡리, 주성리, 주중리, 초정리, 풍정리, 형동리 |
| 청주군 산외이면 신기리 일부/서당리 일부/토산리 일부/구쏠리 일부 | 북일면 학평리 |
- 1946년 6월 1일 청원군 북일면
- 1990년 8월 1일 북일면 9개 리[1]가 청주시 오근장동으로 편입(21법정리)
- 2000년 1월 1일 내수읍으로 승격
- 2014년 7월 1일 청주시의 통합 출범으로 청주시 청원구 내수읍으로 개편.

## 행정 구역
| 법정리   | 한자명 | 행정리                                                        | 비고                                               |
| -------- | ------ | ------------------------------------------------------------- | -------------------------------------------------- |
| 내수리   | 內秀里 | 내수1리, 내수2리, 내수3리, 내수4리, 내수5리, 내수6리          | 충북선 내수역 소재지                               |
| 마산리   | 馬山里 | 마산1리, 마산2리, 마산3리, 마산4리, 마산5리, 마산6리, 마산7리 | 읍행정복지센터 소재지                              |
| 풍정리   | 楓井里 | 풍정1리, 풍정2리                                              |                                                    |
| 덕암리   | 德岩里 | 덕암1리, 덕암2리                                              |                                                    |
| 도원리   | 桃源里 | 도원1리, 도원2리, 도원3리, 도원4리                            |                                                    |
| 형동리   | 荊東里 | 형동1리, 형동2리                                              | 운보의 집(동양화가 운보 김기창 화백의 사저) 소재지 |
| 세교리   | 細橋里 | 세교1리, 세교2리                                              |                                                    |
| 비상리   | 飛上里 | 비상리                                                        |                                                    |
| 저곡리   | 楮谷里 | 저곡리                                                        |                                                    |
| 우산리   | 牛山里 | 우산1리, 우산2리, 우산3리                                     |                                                    |
| 초정리   | 椒井里 | 초정리                                                        | 초정약수 소재지                                    |
| 비중리   | 飛中里 | 비중리                                                        |                                                    |
| 구성리   | 九城里 | 구성1리, 구성2리, 구성3리                                     |                                                    |
| 국동리   | 菊洞里 | 국동리                                                        |                                                    |
| 묵방리   | 墨坊里 | 묵방1리, 묵방2리                                              |                                                    |
| 은곡리   | 隱谷里 | 은곡1리, 은곡2리, 은곡3리, 은곡4리, 은곡5리, 은곡6리          |                                                    |
| 원통리   | 源通里 | 원통1리, 원통2리, 원통3리                                     |                                                    |
| 신안리   | 新安里 | 신안리                                                        |                                                    |
| 입동리   | 立東里 | 입동리                                                        |                                                    |
| 입상리   | 立上里 | 입상1리, 입상2리                                              | 청주국제공항, 충북선 청주공항역 소재지             |
| 학평리   | 鶴坪里 | 학평1리, 학평2리                                              |                                                    |
| 21법정리 |        | 53행정리                                                      |                                                    |

## 교통

### 항공
- 청주국제공항

### 철도
- 충북선
  - 청주공항역
  - 내수역

## 주요 시설
내수읍 인근에는 광천수로 유명한 초정약수, 동양화가 운보 김기창의 사저가 있다.

### 교육
- 내수초등학교 (마산리)
- 수성초등학교 (내수리)
  - 구성분교 (구성리)
- 비상초등학교 (비상리)
- 내수중학교 (마산리)
- 충북보건과학대학교 (덕암리)

## 아파트
| 단지명          | 건설사           | 시행사           | 주소                          | 입주        | 비고     |
| --------------- | ---------------- | ---------------- | ----------------------------- | ----------- | -------- |
| 청원 내수주공   | 대자개발㈜       | 대한주택공사     | 내수읍 청암로 35 (마산리)     | 2007년 12월 | 국민임대 |
| 은곡 덕일한마음 | ㈜덕일건설       | ㈜덕일건설       | 내수읍 은곡묵방길 28 (묵방리) | 1997년 10월 |          |
| 내수 삼일       | 삼일주택공사     | 삼일주택공사     | 내수읍 내수로 639 (내수리)    | 1996년 9월  |          |
| 내수 무지개     | 무지개종합건설㈜ | 무지개종합건설㈜ | 내수읍 은곡4길 6 (내수리)     | 2000년 5월  |          |